# Brunellia
Brunellia — рід дерев. Вони поширені в гірських районах південної Мексики, Центральної Америки, Вест-Індії та Південної Америки. Брунелія — єдиний рід родини Брунелієві. Станом на 2001 рік налічувалося близько 54 видів.

## Види
1. Brunellia acostae Cuatrec. — Панама, Колумбія, Еквадор
2. Brunellia acutangula Bonpl. — Венесуела, Колумбія
3. Brunellia almaguerensis Cuatrec. — Колумбія
4. Brunellia amayensis C.I.Orozco — Колумбія
5. Brunellia antioquensis (Cuatrec.) Cuatrec. — Колумбія
6. Brunellia boliviana Britton ex Rusby — Болівія
7. Brunellia boqueronensis Cuatrec. — Колумбія
8. Brunellia briquetii Baehni — Перу
9. Brunellia brunnea J.F.Macbr. — Регіон Куско
10. Brunellia cayambensis Cuatrec. — Колумбія, Еквадор
11. Brunellia colombiana Cuatrec. — Колумбія
12. Brunellia comocladifolia Bonpl. — Вест-Індія, Колумбія, Еквадор, Венесуела
13. Brunellia coroicoana Cuatrec. — Болівія
14. Brunellia costaricensis Standl — Коста-Рика, Панама
15. Brunellia cuatrecasana C.I.Orozco — Колумбія
16. Brunellia cutervensis Cuatrec. — Перу
17. Brunellia cuzcoensis Cuatrec. — Перу
18. Brunellia dichapetaloides J.F.Macbr. — Перу
19. Brunellia dulcis J.F.Macbr. — Перу
20. Brunellia ecuadoriensis Cuatrec. — Еквадор
21. Brunellia elliptica Cuatrec. — Колумбія
22. Brunellia espinalii Cuatrec. — Колумбія
23. Brunellia farallonensis Cuatrec. — Колумбія
24. Brunellia foreroi C.I.Orozco — Еквадор
25. Brunellia glabra Cuatrec. — Колумбія
26. Brunellia goudotii Тул. — Колумбія
27. Brunellia hexasepala Loes. — Перу
28. Brunellia hiltyana Cuatrec. — Колумбія
29. Brunellia hygrothermica Cuatrec. — Колумбія
30. Brunellia inermis Ruiz & Pav. — Перу
31. Brunellia integrifolia Szyszyl. — Колумбія, Венесуела, Болівія
32. Brunellia latifolia Cuatrec. — Колумбія
33. Brunellia littlei Cuatrec. — Колумбія, Еквадор
34. Brunellia macrophylla Killip & Cuatrec. — Колумбія
35. Brunellia mexicana Standl. — від центральної Мексики до Нікарагуа
36. Brunellia morii Cuatrec. — Панама
37. Brunellia neblinensis Steyerm. & Cuatrec. — Амазонас, Венесуела
38. Brunellia occidentalis Cuatrec. — Колумбія
39. Brunellia oliveri Britton — Болівія
40. Brunellia ovalifolia Bonpl. — Еквадор
41. Brunellia pallida Cuatrec. — Колумбія
42. Brunellia pauciflora Куатрек. & C.I.Orozco — Провінція Карчі
43. Brunellia penderiscana Cuatrec. — Колумбія
44. Brunellia pitayensis Cuatrec. — Колумбія
45. Brunellia propinqua Kunth — Колумбія
46. Brunellia putumayensis Cuatrec. — Колумбія
47. Brunellia racemifera Tul. — Колумбія
48. Brunellia rhoides Rusby — Болівія
49. Brunellia rufa Killip & Cuatrec. — Колумбія
50. Brunellia sibundoya Cuatrec. — Колумбія, Еквадор
51. Brunellia standleyana Cuatrec. — Коста-Рика, Панама, Колумбія
52. Brunellia stenoptera Diels — Еквадор
53. Brunellia stuebelii Hieron. — Колумбія
54. Brunellia subsessilis Killip & Cuatrec. — Колумбія
55. Brunellia tomentosa Bonpl. — Колумбія, Еквадор
56. Brunellia trianae Cuatrec. — Колумбія
57. Brunellia trigyna Куатрек. - Колумбія, Венесуела
58. Brunellia velutina Cuatrec. — Колумбія
59. Brunellia weberbaueri Loes. — Перу
60. Brunellia zamorensis Steyerm — Еквадор